# القاعدة 34 (ميم إنترنت)

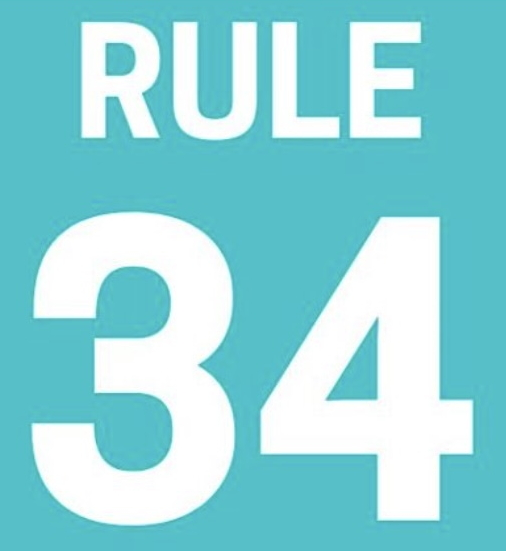
القاعدة 34

القاعدة 34 عبارة عن ميم إنترنت وكلمة عامية تنص على أنه، كقاعدة عامة، إذا وجد شيء ما على الإنترنت فإنَّه توجد له مواد إباحية. عادة ما يتم تصوير شخصيات عادية أثناء أفعال جنسية. يمكن أن يتضمن هذا الفن أيضًا موضوعات غير بشرية، مثل محرك البحث جوجل.

## الأصل
نشأت القاعدة 34 عام 2003، "القاعدة رقم 34 هناك محتوى إباحي لها. لا استثناءات"، رسمها بيتر مورلي-سوتر بعد صدمته لرؤية أحد الأفلام الإباحية الساخرة.

## روابط خارجية
- قواعد الإنترنت 1000 قاعدة